# Crying in the Club
Crying in the Club is een nummer van de Cubaans-Amerikaanse zangeres Camila Cabello, uitgebracht op 19 mei 2017. Het is afkomstig van haar eerste studioalbum The Hurting. The Healing. The Loving., die in september 2017 zal uitkomen. De muziekvideo is tevens op 19 mei uitgekomen. Het nummer start met een deel van het nummer "I Have Questions", waarna het nummer "Crying in the Club" te horen is. De videoclip werd positief ontvangen. Artiesten als Shawn Mendes en Lorde gaven hun reacties via Twitter. Later werd het nummer geschrapt van dit album, en kreeg het album ook een nieuwe naam Camila